# Gàlag elegant meridional
El gàlag elegant meridional (Euoticus elegantulus) és una espècie de primat de la família dels gàlags, que pertany al gènere Euoticus.
Viu al Camerun, a la República Centreafricana, a la República del Congo, a Guinea Equatorial, el Gabon, i possiblement a Angola i la República Democràtica del Congo. El seu hàbitat natural són els boscos secs tropicals o subtropicals.
Tot i que no es tracta d'una espècie amenaçada o en perill, algunes poblacions locals poden estar amenaçades per la destrucció de l'hàbitat.